# Лозаннская конференция
Лозаннская конференция — международная конференция, созванная по инициативе Великобритании, Франции и Италии для подготовки мирного договора с Турцией и установления режима Черноморских проливов, проходившая в Лозанне (Швейцария) с 20 ноября 1922 по 24 июля 1923 года (с перерывом 4 февраля — 22 апреля 1923 года).

## Ход конференции
В работе Лозаннской конференции участвовали Великобритания, Франция, Италия, Греция, Румыния, Королевство сербов, хорватов и словенцев, Япония, США (представлены наблюдателем), Турция. Державы Антанты ограничили участие советской и болгарской делегаций лишь обсуждением вопроса о режиме Черноморских проливов. Советское правительство заявило протест против подобной дискриминации, однако сочло возможным принять участие в конференции и направило делегацию во главе с Г. В. Чичериным.

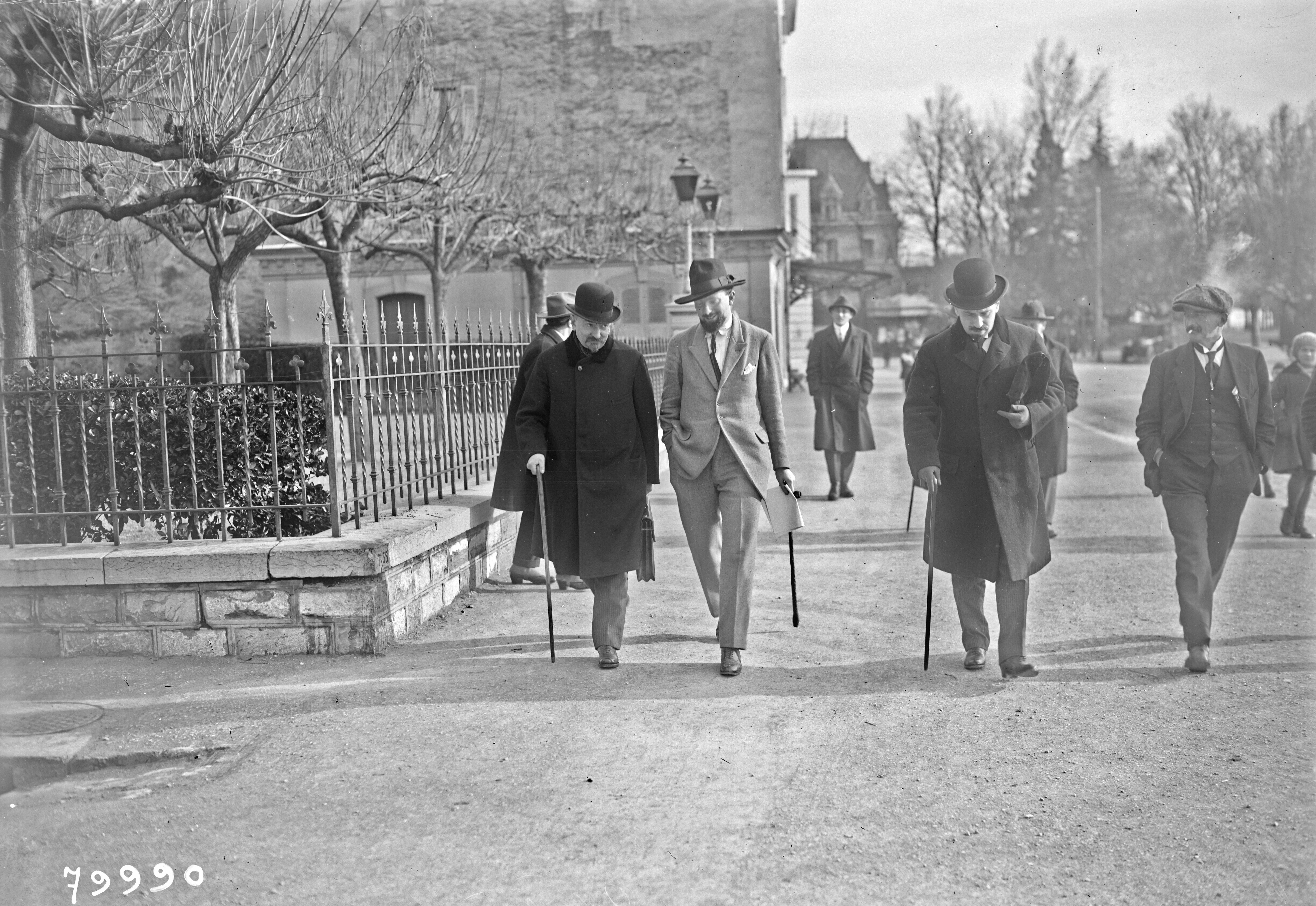
Г. В. Чичерин в Лозанне в дни конференции

При рассмотрении ряда частных вопросов, главным образом экономических, на Лозаннскую конференцию также были допущены делегаты других европейских стран.
Советское правительство выступило на конференции с платформой СССР по всему комплексу вопросов ближневосточной политики, рассматривавшихся участниками конференции. Программа советской делегации состояла в следующем:
1. По вопросу о границах турецкого государства Советская Россия (уже в качестве СССР), в соответствии с Московским договором, должна была выполнить принятые на себя политические обязательства перед Турцией: «защитить границы, указанные в Национальном обете», то есть зафиксированные в основополагающем турецком правовом акте о государственности Турции[1]
2. По вопросу о внешних долгах Турции — потребовать аннулировать все внешние долги
3. По вопросу о капитуляциях для Турции — «выступить решительно против капитуляций в какой бы то ни было форме»[2]
4. По вопросу о прирезке Болгарии куска турецкой территории[3] в качестве выхода к Эгейскому морю — вместо этого предложить установление транзитного маршрута для Болгарии через территорию Турции
5. По вопросу о национальных меньшинствах в Турции — требовать созыва особой конференции для урегулирования этого вопроса «не только в Турции, но и во всех других странах»
6. Проект советской делегации по вопросу о проливах, основные положения которого были сформулированы В. И. Лениным, предусматривал восстановление прав турецкого народа на «принадлежащие ему территорию и водное пространство», закрытие проливов в мирное и военное время «для военных и вооружённых судов, а также военной авиации всех стран, кроме Турции», и полную свободу торгового мореплавания

Советская делегация в Лозанне предъявила участникам переговоров все перечисленные позиции.
Общая позиция стран Антанты в вопросе о проливах предусматривала свободный проход через проливы военных судов всех стран в мирное, а также в военное время в случае нейтралитета Турции; при участии Турции в войне, предусматривался свободный проход через проливы военных судов нейтральных стран. Английская делегация требовала также демилитаризации Черноморских проливов и установления над ними международного контроля.
Несмотря на то, что державы Антанты с самого начала участия советских республик в конференции старались ограничить его рамками комиссии по проливам, понимавшее это советское правительство так же с самого начала готовилось вести активную работу по всему комплексу обсуждавшихся на конференции ближневосточных проблем. Ведя кулуарную работу, делегация в Лозанне, и советское правительство в целом добивались уступок по мирному договору для Турции. Это делалось разными способами: активное общение с прессой всех политических направлений, кулуарные беседы с дипломатами и политиками всех стран Антанты. Во время Лозаннской конференции французская пресса развернула мощную кампанию критики британской позиции относительно Турции и в целом на Ближнем Востоке (мирный договор с Турцией), и в Черном море. Советский Союз намеренно поддерживал и усиливал эту кампанию СМИ упомянутыми выше способами.
Турция приняла английский проект, рассчитывая на уступки в других положениях готовившегося мирного договора. Однако, англичане в ультимативной форме потребовали от турецкой делегации принятия невыгодных для Турции условий (по вопросу прохождения границы между Турцией и Ираком, по режиму капитуляций и др.). Это привело к тому, что 4 февраля 1923 года переговоры были прерваны. Переговоры возобновились 23 апреля 1923 года. На втором этапе конференции державы Антанты встали на путь прямой дискриминации советской делегации (участие которой изначально было ограничено обсуждением вопроса о проливах). Советского представителя В. В. Воровского даже не известили официально о возобновлении конференции, а когда он прибыл в Лозанну, его не допустили к участию в переговорах. 10 мая 1923 года Воровский был убит белым офицером М. Конради.

## Итоги

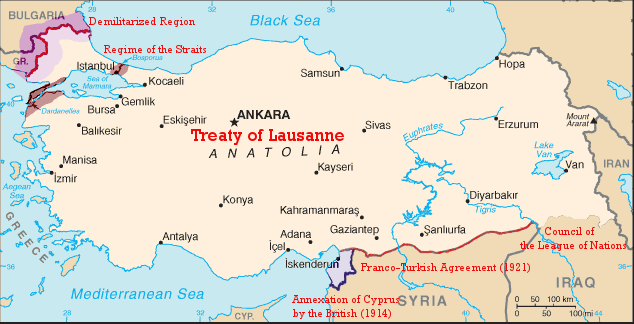
Границы Турции по Лозаннскому договору

В результате ряда уступок как со стороны держав Антанты, так и со стороны Турции, Лозаннская конференция завершилась подписанием 17 документов, среди которых наиболее важными являются Лозаннский мирный договор 1923 года и конвенция о режиме проливов. В результате:
1. Была сохранена территориальная целостность новой Турции (предотвращен раздел территории новообразованного турецкого государства);
2. По экономическим вопросам Турция при поддержке СССР добилась:
  - Отмены режима капитуляций.
  - Оставила за собой государственный контроль над иностранными концессиями в республике[5].
  - Вопрос о внешнем долге Османской империи на Лозаннской конференции и после неё (в Лозанне он не был решен окончательно) был решен компромиссно, но в более приемлемом для новой Турции виде, чем это предписывалось ей в проекте договора, составленном Антантой (в Лозанне была предотвращена попытка Великобритании и её союзников поставить Турцию в экономические условия, которые склонили бы её к бесплатной и полной раздаче всей и любой недвижимости, включая недра, за долги иностранному капиталу, как это происходило в Латинской Америке).

Кроме того Лозаннский мирный договор предопределил дальнейшую судьбу черноморских проливов: благодаря тому что проливы оставались акваторией Турции, и успехам Турции по другим темам этого договора, в будущем, после экономического возрождения, она и другие страны бассейна Черного моря получали возможность пересмотреть условия конвенции о черноморских проливах, что и произошло в 1936 году в Монтрё.
Конвенция была подписана 24 июля 1923 года Великобританией, Францией, Италией, Японией, Грецией, Румынией, Болгарией, Королевством сербов, хорватов и словенцев, Турцией (1 августа 1924 года конвенция была подписана представителем СССР, однако, в связи с отсутствием надлежащих условий безопасности Советский Союз отказался от её ратификации). Конвенция, предусматривая демилитаризацию зоны проливов, в то же время допускала свободный проход через Босфор и Дарданеллы не только торговых, но и военных судов (с незначительными ограничениями) любой страны мира, что создавало ненормальные условия для черноморских стран. СССР не ратифицировал эту конвенцию как нарушающую его законные права.
В 1936 году она была заменена конвенцией, выработанной на конференции в г. Монтрё (Швейцария). Остальные 15 документов, подписанные на Лозаннской конференции, касались частных вопросов: о возвращении пленных, о взаимном обмене греческого и турецкого населения и др.